# Ada Rehan

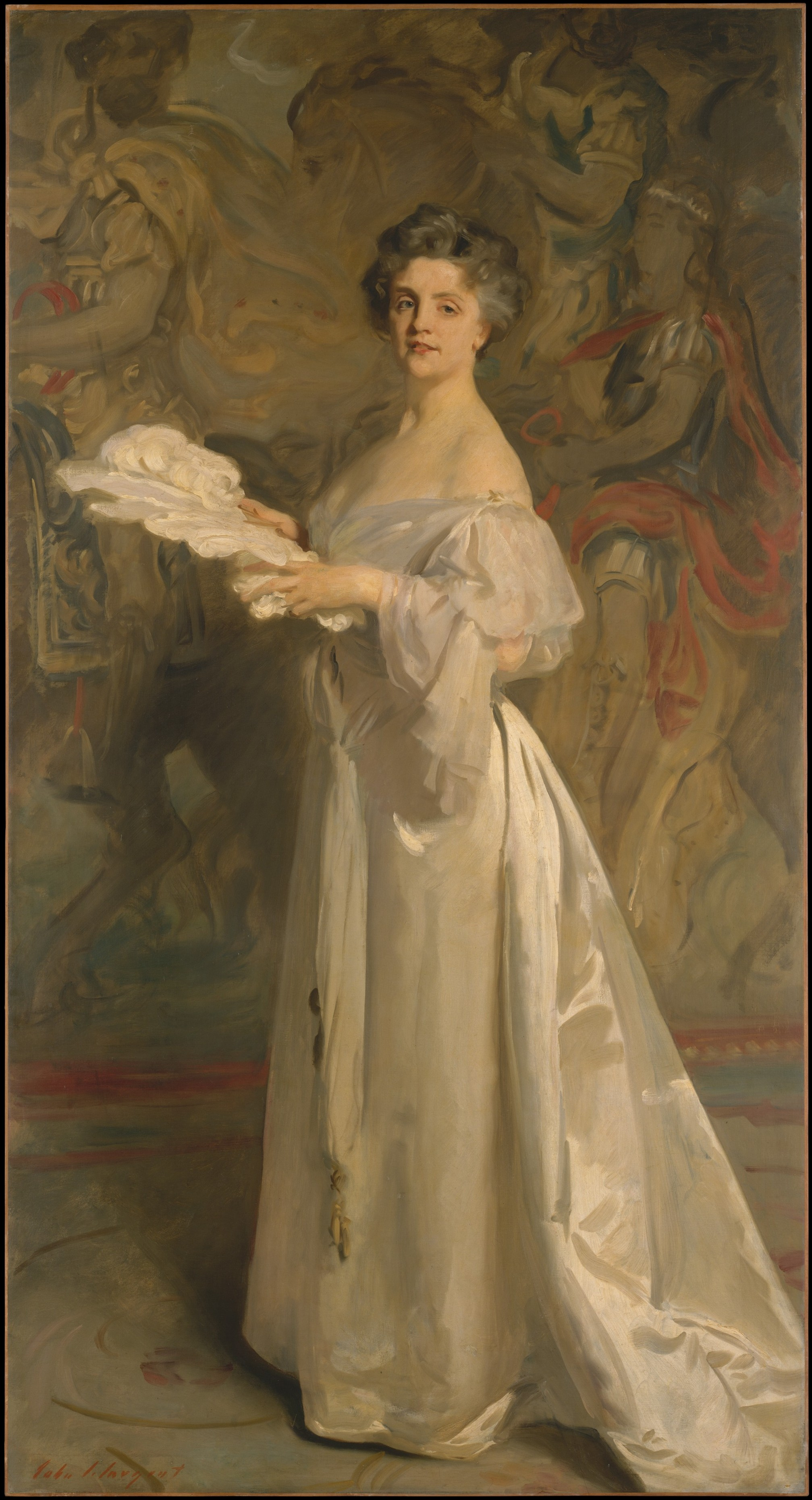
John Singer Sargent: Ada Rehan, Öl auf Leinwand, 1894

Ada C. Rehan (* 22. April 1857 in Limerick als Delia Crehan; † 8. Januar 1916 in New York City) war eine populäre US-amerikanische Theaterschauspielerin zum Ende des 19. Jahrhunderts.

## Leben
Ada Rehan wurde am 22. April 1857 in Limerick als Delia Crehan geboren. Ihre Eltern, William und Janet Crehan, wanderten mit ihren Kindern 1862 nach Amerika aus und eröffneten in Brooklyn ein kleines Geschäft. Wie ihre älteren Schwestern vor ihr bekam Ada, wie sie in der Familie gerufen wurde, eine fundierte Gesangs- und Tanzausbildung bei dem Ehepaar John Drews in Philadelphia.
Ihr großer Durchbruch kam in den späten 1870er Jahren, als Ada Crehan in der Theaterkompanie von Augustin Daly (1838–1899), einer der erfolgreichsten Theatermanager am Broadway, bei trat. Nachdem in einem Programmheft ihr Name fälschlicherweise als Ada C. Rehan abgedruckt wurde – behielt sie diesen in den späteren Jahren bei. Neben vielen modernen Gesellschaftsstücken – feierte Ada Rehan große Erfolge in Shakespeare-Rollen, unter anderem als Rosalind, Viola, Katherine und Portia. In den späteren Jahren trat sie in ausgedehnten Gastspielreisen auf, unter anderem USA, England, Deutschland und Frankreich.
1905 gab Ada Rehan ihre Theaterkarriere auf und lebte bis zu ihrem Tod im Jahre 1916 ziemlich zurückgezogen in ihrer New Yorker Wohnung.

## Rollen (Auswahl)
- Rosalind in Wie es euch gefällt (Originaltitel: As You Like It)
- Katherine in Der Widerspenstigen Zähmung (Originaltitel: The Taming of the Shrew)
- Viola in Was ihr wollt (Originaltitel: Twelfth Night, or What You Will)
- Lady Teazle in Die Lästerschule (Originaltitel: The School for Scandal)
- Roxanne in Cyrano de Bergerac (Originaltitel: Cyrano de Bergerac)

## Galerie

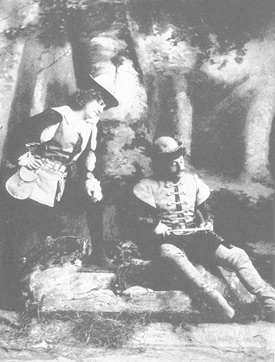
Ada Rehan und John Drew als Rosalind und Orlando, um 1880
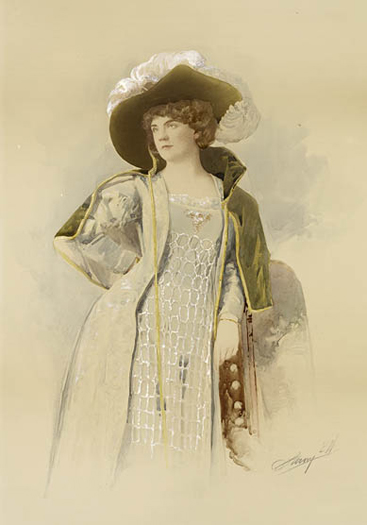
Ada Rehan als Katherine, 1887
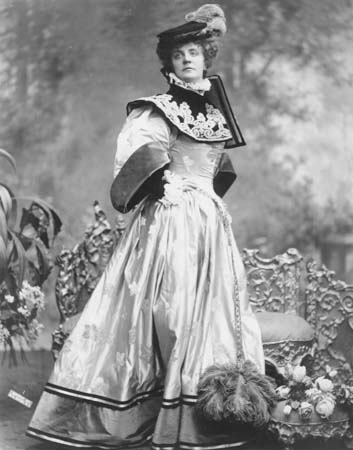
Ada Rehan, um 1890
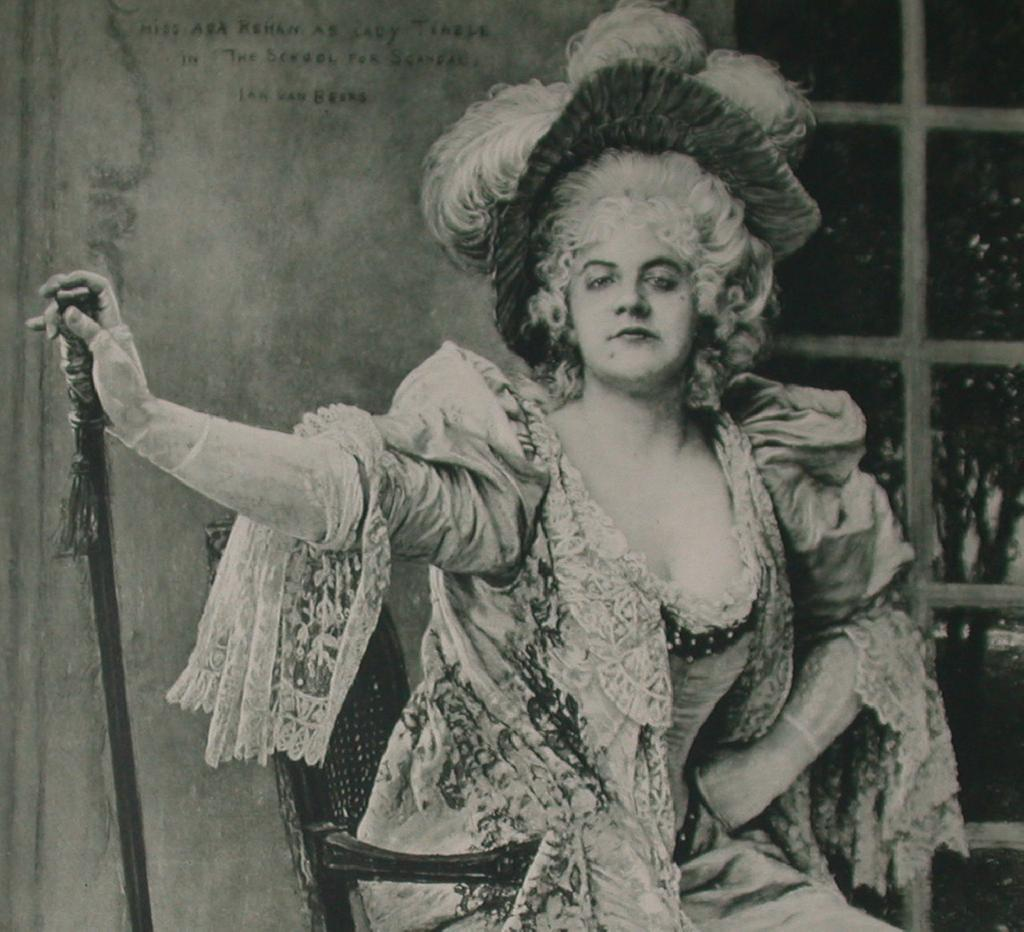
Ada Rehan als Lady Teazle